# Cleomedes d'Atenes
Cleomedes (en grec antic: Κλεομήδης, llatí: Cleomedes), fill de Licòmedes, fou un militar atenès que va viure al segle v aC.
Va ser un dels comandants de l'expedició contra l'illa de Melos l'any 416 aC. Xenofont diu que era un dels Trenta Tirans, un govern oligàrquic proespartà que succeí a la democràcia atenenca al final de la Guerra del Peloponnès, nomenats el 404 aC.